# اولشوویتسه
اولشوویتسه (به چکی: Olšovice) یک منطقهٔ مسکونی در جمهوری چک است که در ناحیه پراخاتیتسه واقع شده‌است. اولشوویتسه ۳٫۵۷ کیلومتر مربع مساحت و ۴۱ نفر جمعیت دارد و ۴۳۸ متر بالاتر از سطح دریا واقع شده‌است.